# Cerro Grande do Sul
Cerro Grande do Sul este un oraș în Rio Grande do Sul (RS), Brazilia.